# Carlos Alazraqui
Carlos Jaime Alazraqui (* 20. červenec 1962 Yonkers, New York) je americký herec a dabér. Mezi jeho dabingové role patří hlas Spyra ze Spyro the Dragon, hlas Taco Bell chihuahua z reklamy na Taco Bell, hlas Rocka v Rocko's Modern Life, hlas Denzel Crocker v Kouzelní kmotříčci, Lazla a Clama v Camp Lazlo, Puma Loco v El Tigre: The Adventures of Manny Rivera, Rikocheta v ¡Mucha Lucha!, Felipeho v Mistr Manny, Waldena v Wow! Wow! Wubbzy!, Paca v Maya & Miguel a Scissors v Rock Paper Scissors. Každý týden přispívá do The Stephanie Miller Show. Mezi jeho známé hrané role patří ta ve filmu Reno 911!.